# Phillips Cycles
Phillips Cycles is een historisch merk van motorfietsen.
Phillips Cycles Ltd., Birmingham, later British Cycle Corporation en Raleigh Industries Ltd (1954-1964).
Een Engelse firma die tot de Raleigh-groep behoorde en bromfietsen en lichte motorfietsen met eigen 49 cc tweetaktmotoren bouwde. Phillips was actief tot in de jaren 80.